# 黑短吻獅子魚
黑短吻獅子鱼，为輻鰭魚綱鮋形目杜父魚亞目狮子鱼科的其中一種。目前僅發現於東南大西洋區的福克蘭群島北方海域，身體前部深褐色到黑色； 尾部淡褐色； 腹膜黑色；腹部白色的。尾鰭圓形，兩對小胸膜的肋骨。尾下骨碟藉著一個裂縫分開。體長可達7.5公分，背鰭軟條44枚；臀鰭軟條38枚；脊椎骨47個，屬深海魚類，棲息在水深1300公尺的海域，生活習性不明。